# Ignimbrita
La ignimbrita es una roca ígnea y depósito volcánico que consiste en toba dura compuesta de fragmentos de roca y fenocristales en una matriz de fragmentos vítreos. Las ignimbritas suelen ser de composición intermedia a félsica.
Las ignimbritas se caracterizan por tener lo que en geología se conoce como fiames, los cuales son líneas que cruzan la roca, y pueden estar compuestos de diferentes minerales. En la imagen de la derecha se pueden observar fácilmente.